# Manuela Maleeva
Manuela Maleeva Fragniere, född 14 februari 1967 i Sofia, Bulgarien, är en bulgarisk/schweizisk högerhänt tidigare professionell tennisspelare. Maleeva räknas som den främsta bulgariska tennisspelaren någonsin. 

## Tenniskarriären
Manuela Maleeva blev professionell WTA-spelare 1982. Hon tävlade på Virginia Slims Circuit fram till februari 1994. Under karriären vann hon 14 singel- och 4 dubbeltitlar på touren och 5 singeltitlar och en dubbeltitel i ITF-arrangerade turneringar. Hon rankades i singel som bäst som nummer 3 (februari 1985). Manuela Maleeva nådde semifinal i singel i US Open 1992 och 1993. Bland meriterna märks också brons i singel i olympiska sommarspelen 1998 i Seoul. Hon vann en titel i Grand Slam-turneringar, tillsammans med amerikanen Tim Gullikson vann hon mixed dubbeln i US Open 1984. Maleeva spelade totalt in $3 244 811 i prispengar. 
Maleevas genombrott som tourspelare kom 1984 då hon, förutom sin GS-titel i mixed dubbel, vann fem singeltitlar. Bland dessa märks Italienska öppna genom finalseger över tidigare femfaldiga mästarinnan Chris Evert (6-3, 6-3). 
Maleeva noterade turneringssegrar över samtliga världstoppspelare under karriären. Bland andra besegrade hon Martina Navratilova, Gabriela Sabatini, Mary Joe Fernandez, Arantxa Sánchez Vicario, Jana Novotna och Zina Garrison. 
Manuela Maleeva deltog i det bulgariska Fed Cup-laget 1983-87 och 1989. Perioden 1991-92 spelade hon för det schweiziska Fed Cup-laget. Hon spelade totalt 43 matcher i Fed Cup och vann 28 av dem.

## Spelaren och personen
Maleeva föddes i Sofia, hon var äldst av sina syskon. Hennes mamma Youlia Berberian, som kom från en Armenisk familj, kom till Bulgarien 1896 när massakrerna på det Armeniska folket började i de Osmanska riket, hon var Bulgarisk tennismästarinna på 1960-talet. Efter att hon la av med professionell tennis började hon sin karriär som tränare. Hon tränade alla sina tre döttrar, Manuela, Katerina, och Magdalena, alla de blev WTA topp tio spelare. Maleevas far var också toppidrottsman och var landslagsspelare i basketboll. 
Maleeva gifte sig i november 1987 med den schweiziske tennisspelaren och hennes tränare, Francois Fragniere. Paret är bosatt i Saint-Légier, Schweiz. Hon har två yngre systrar som båda var framgångsrika professionella tennisspelare, Katerina Maleeva och Magdalena Maleeva. 

## Grand Slam-titlar
- US Open
  - Mixed dubbel - 1984 (med Tim Gullikson)

## Övriga titlar
- Singel
  - 1994 - Osaka
  - 1993 - Linz, Zürich
  - 1992 - Bayonne
  - 1991 - Linz, Europeiska öppna, Bayonne
  - 1989 - Indian Wells, Europeiska öppna
  - 1988 - Wichita, Phoenix
  - 1987 - Mahwah, Charleston
  - 1985 - Tokyo [Pan Pacific]
  - 1984 - US Clay Courts, Tokyo [Pan Pacific], Italienska öppna, Tokyo [Lions Cup], Schweiziska öppna.
- Dubbel
  - 1993 - Amelia Island (med Leila Meskhi)
  - 1991 - Linz (med Raffaella Reggi)
  - 1987 - Belgiska öppna (med Bettina Bunge)
  - 1985 - US Clay Courts (med Katerina Maleeva).